# Pontinus helena
Pontinus helena és una espècie de peix pertanyent a la família dels escorpènids.

## Descripció
- Fa 16,8 cm de llargària màxima.[5][6]

## Hàbitat
És un peix marí i d'aigües profundes que viu fins als 400 m de fondària.

## Distribució geogràfica
Es troba a l'Atlàntic occidental central: des de Veneçuela fins a Surinam.

## Observacions
És inofensiu per als humans.